# ياسوهيتو توميتا
ياسوهيتو توميتا (باليابانية: 富田 康仁) (18 أبريل 1990 في آيتشي في اليابان – )؛ هو لاعب كرة قدم ياباني سابق كان يلعب كلاعب وسط.

## وصلات خارجية
- ياسوهيتو توميتا على موقع رابطة كرة القدم اليابانية للمحترفين (اليابانية)
- ياسوهيتو توميتا على موقع قاعدة بيانات كرة القدم.إي يو (الإنجليزية)
- ياسوهيتو توميتا على موقع Soccerway.com (الإنجليزية)
- ياسوهيتو توميتا على موقع عالم كرة القدم.نت (الإنجليزية)